# Francesco Antonio Arena
Francesco Antonio Arena, italijanski general, * 27. marec 1889, Pizzoni, Kraljevina Italija, † 1945, Wieleń, Poljska.